# Miandoab
Miandoab (farsi میاندوآب) è il capoluogo dello shahrestān di Maku di Miandoab nell'Azarbaijan occidentale. Si trova nella fertile zona del delta dei fiumi Zarrineh e Simineh. L'attività industriale è significativa, in confronto alle altre città della zona, grazie all'apertura di uno zuccherificio agli inizi del XX secolo.
La popolazione è in maggioranza azera di religione sciita, con una minoranza curda di fede sunnita e c'è anche un esiguo numero di religione Ahl-e Haqq. La città aveva un tempo una considerevole popolazione di fede bahá'í costretta ad emigrare in altre città o all'estero a causa della persecuzione religiosa del governo della Repubblica Islamica.